# 利亞馬約克山 (堯約斯-萬坦)
12°28′23″S 75°38′27″W / 12.47306°S 75.64083°W
利亞馬約克山（Llamayuq），是秘魯的山峰，位於該國中南部利馬大區，由堯約斯省的萬坦區負責管轄，屬於秘魯中部山脈的一部分，海拔高度4,800米。